# اما لوئیس نبلت
اما لوئیس نبلت (زاده ۲۹ سپتامبر ۱۹۷۳)، که بیشتر با نام هنری Scout Niblett شناخته می‌شود، خواننده، ترانه‌سرا و نوازنده انگلیسی است. نیبلت در سال ۲۰۰۱ با اولین آلبوم استودیویی کامل خود به نام "تب قلب شیرین" شروع به کار کرد و تا کنون پنج آلبوم استودیویی دیگر منتشر کرده است.
نیبلت در استون، استافوردشایر، انگلستان به دنیا آمد و در شهر تاریخی روگلی بزرگ شد. او در کودکی به‌طور کلاسیک پیانو و ویولن آموزش دید.
او در دانشگاه ناتینگهام ترنت در رشته موسیقی، هنرهای زیبا و هنرهای نمایشی تحصیل کرد.
نیبلت به ندرت دربارهٔ زندگی شخصی خود صحبت می‌کند. او جدای از حرفه موسیقی، علاقه وسواس زیادی به طالع بینی دارد و همچنین یک ستاره‌شناس حرفه ای است. گفته می‌شود که او از طالع بینی برای پیش‌بینی بهترین مکان و زمان برای ضبط موسیقی خود استفاده می‌کند.

## دیسکوگرافی
- تب دل شیرین (۲۰۰۱)
- من هستم (۲۰۰۳)
- ربوده شده توسط نپتون (۲۰۰۵)
- این احمق می‌تواند اکنون بمیرد (۲۰۰۷)
- کلسیناسیون پیشاهنگ نیبلت (۲۰۱۰)
- تا اِما (۲۰۱۳)